# Sinornithosaurus haoiana
Sinornithosaurus haoiana es una especie dudosa del género extinto Sinornithosaurus (gr. "lagarto ave de China") de dinosaurio terópodo dromeosáurido, que vivió a principios del período Cretácico, hace aproximadamente entre 124,6 y 122 millones de años, en el Aptiense, en lo que hoy es Asia. Basado en D2140, un esqueleto encontrado en Baicaigou, Toutai, en sedimentos de la Formación Yixian de China.